# Elliot Sperling

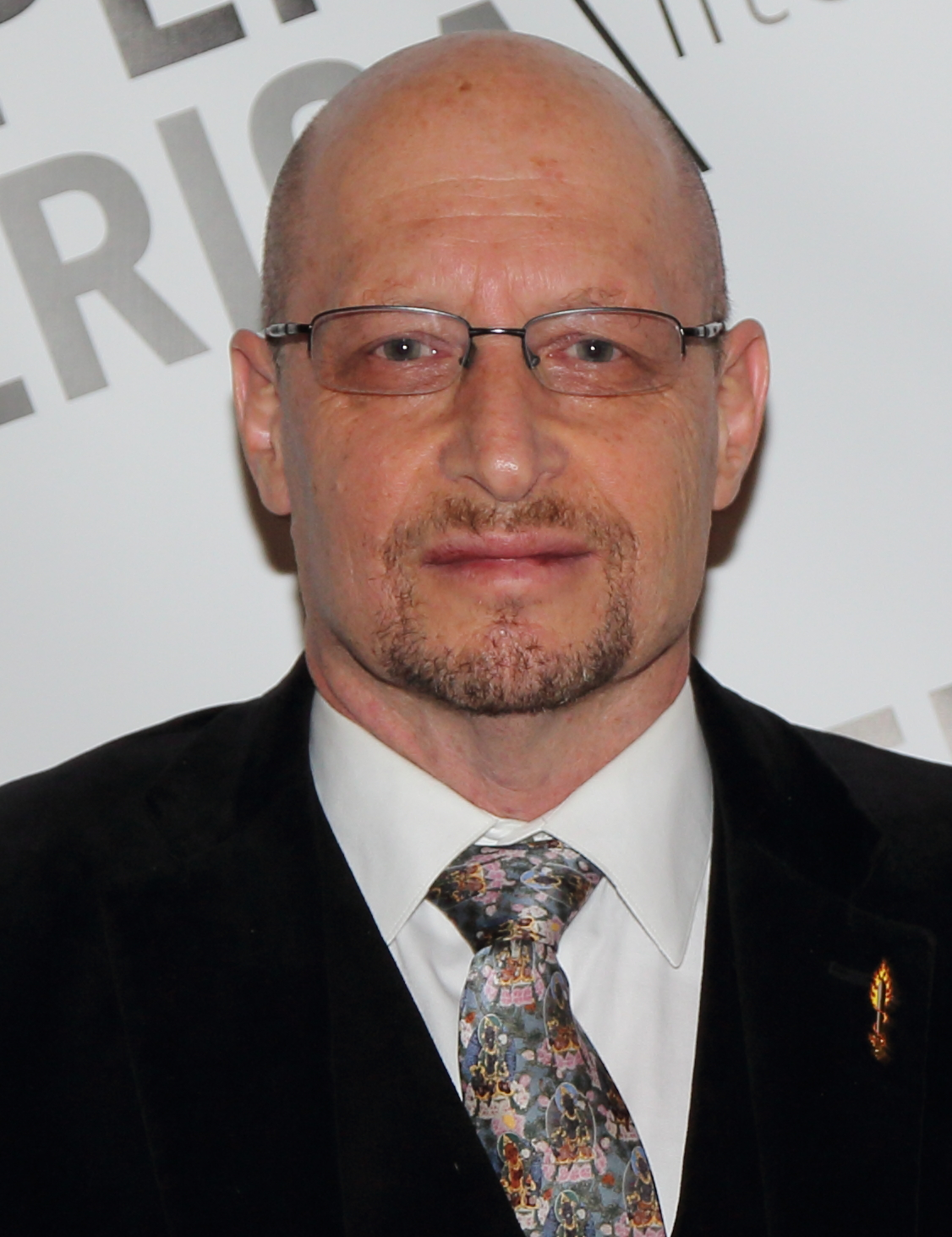
Elliot Sperling, 2014

Elliot Sperling (* 4. Januar 1951 in New York City; † 29. Januar 2017) war ein US-amerikanischer Historiker, Associate Professor für Central Eurasian Studies an der Indiana University und Fachmann für sino-tibetische Beziehungen. 1973 machte er seinen B.A. am Queens College, 1980 seinen M.A. und 1983 seinen Ph.D. in Central Eurasian Studies an der Indiana University.
1984 war er MacArthur Fellow.

## Werke & Artikel
- The Tibet-China Conflict: History and Polemics (PDF; 596 kB). East-West Center, 2004
- Articles by Elliot Sperling bei rangzen.net
- ›Orientalismus‹ und Aspekte der Gewalt in der tibetischen Tradition
- Selbsttäuschung – „Die Politik des Mittleren Weges ist realitätsfern“
- Tibet als ›Hölle auf Erden‹